# Oreopsyche bicolorella
Oreopsyche bicolorella är en fjärilsart som beskrevs av Jean Baptiste Boisduval 1840. Oreopsyche bicolorella ingår i släktet Oreopsyche och familjen säckspinnare. Inga underarter finns listade i Catalogue of Life.